# Geranomyia rubrithorax
Geranomyia rubrithorax är en tvåvingeart som beskrevs av Alexander 1921. Geranomyia rubrithorax ingår i släktet Geranomyia och familjen småharkrankar. Inga underarter finns listade i Catalogue of Life.